# Arachis pflugeae
Arachis pflugeae es una especie de planta floral del género Arachis, categorizada en la tribu Dalbergieae, de la subfamilia Faboideae.

## Distribución
Especie nativa de América del Sur: Brasil y Paraguay. Crece en el bioma tropical.

## Taxonomía
Fue descrita por C.E.Simpson, Krapov. & Valls.
Tratamiento taxonómico
La especie aparece registrada y publicada en Bonplandia (Corrientes) 14: 41 (2005).